# Buta (Repubblica Democratica del Congo)
Buta è una città ed un Territorio della Repubblica Democratica del Congo, capoluogo della Provincia del Basso Uele. Secondo il censimento del 1984 la città aveva 28.133 abitanti, stime del 2004 indicano 46.642 abitanti.
Si trova nell'area settentrionale del Congo, lungo il fiume Rubi (corso superiore del fiume Itimbiri, affluente del Congo).
La città è sede vescovile.
Buta si trova lungo una linea ferroviaria a scartamento ridotto, detta Chemins de fer des Uele, o Vicicongo line, costruita in epoca coloniale, che collega il porto di Bumba sul fiume Congo, con la città di Mungbere nell'Alto Uele. La linea è inattiva dai primi anni 2000.
La città è servita dal piccolo aeroporto Buta Zega Airport (IATA: BZU, ICAO: FZKJ) posto a circa 6 km a est della città.